# International de montgolfières de Saint-Jean-sur-Richelieu

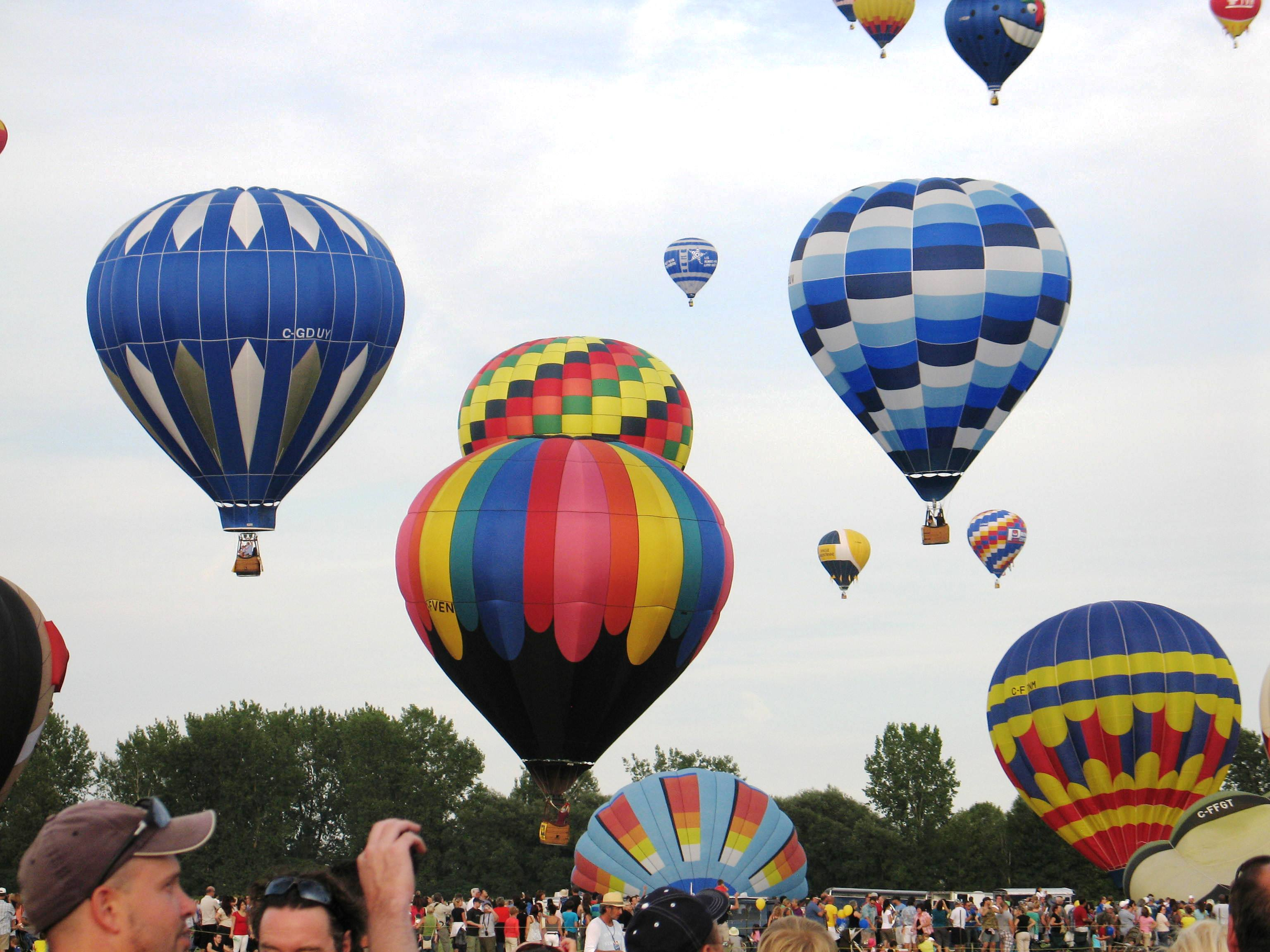
Les ballons s'élèvent dans le ciel de Saint-Jean-sur-Richelieu lors de l'édition 2011 du festival.

L’International des montgolfières de Saint-Jean-sur-Richelieu est un festival à vocation familiale dont le thème central est la montgolfière. L'événement se tient annuellement au mois d'août et dure neuf jours. En 2010, le festival a attiré 400 000 visiteurs.

## Historique
Les origines du festival remontent à 1984 lorsque la Chambre de commerce, l’Office du tourisme et le Conseil économique du Haut-Richelieu prennent la décision de mettre de l'avant ce projet avec comme objectif de créer un événement touristique estival permettant de développer l'économie régionale.

## Programmation

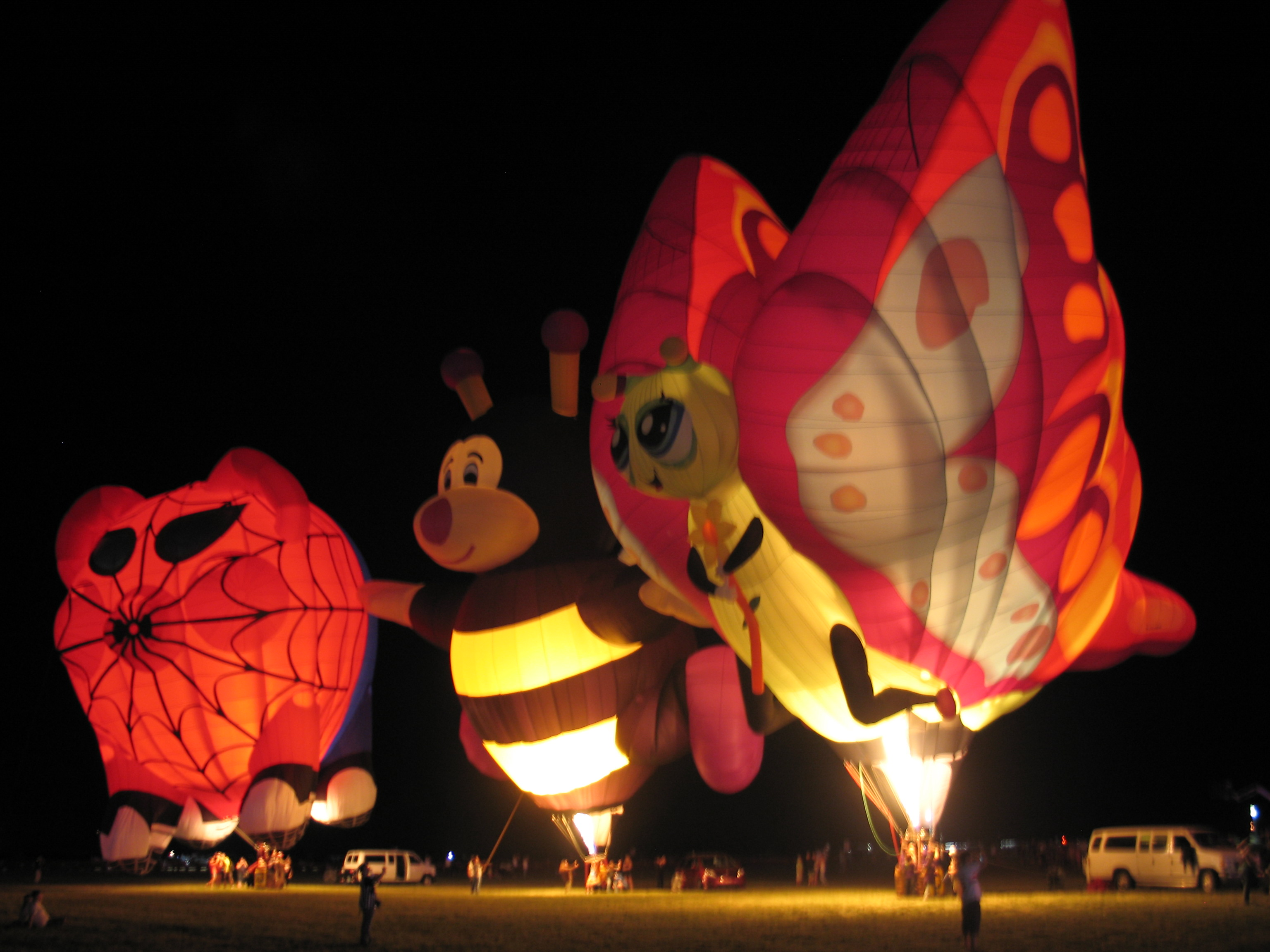
Trois des quinze formes spéciales figurent parmi les participants de la Nuit magique en 2011, un spectacle qui allie musique, avec l'illumination des montgolfières.

Les activités de déroulent principalement sur le site du parc Pierre Trahan de la ville de Saint-Jean-sur-Richelieu, adjacent à l'aéroport de la municipalité. L'événement compte sur une programmation diversifiée (présentation de spectacles de musique, d'humour et d'animation) afin de rejoindre le public le plus large possible, le spectacle majeur du festival étant l'envolée de plus de 100 montgolfières qui se déroule vers 18 heures.
Autres que la programmation musicale et les envolées de montgolfières, le festival offre une variété de restaurants. Il présente une grande aire de restauration comportant des casse-croûtes, des cafés, des foires alimentaires et une aire de pique-nique. Un bar est également à la disposition des festivaliers. De plus, de nombreuses boutiques locales sont présentes sur le site de l'événement.
Plusieurs artistes sont venus laisser leurs traces tels que: Kesha, Rihanna, Hedley, LMFAO, Pitbull, Flo Rida, Tokio Hotel, Simple Plan, Marie-Mai, Mohombi, Akon, Edward Maya, Sean Paul, Carly Rae Jepsen, The Wanted ou encore Backstreet Boys. En 2011, quelque 94 spectacles, de styles variés, seront présentés sur les trois scènes du festival.
Depuis 2023, Mathieu Duff est le porte-parole de l'événement, contribuant en animant la foule et en assurant la visibilité de l'événement.
La programmation musicale de l’International de montgolfières de Saint-Jean-sur-Richelieu pour l’édition 2024 inclut Charlotte Cardin, Simple Plan et Bryan Adams parmi les artistes annoncés.

## Impacts touristique et économique régionaux
L'International de montgolfières de Saint-Jean-sur-Richelieu est l'un des cinq plus grands festivals du Québec et ce même s'il n'a pas lieu dans l'une des deux grandes villes que sont Montréal ou Québec. En 2010, le budget d'organisation de l'événement était de 8 millions de dollars et ses retombées économiques estimées à 16,5 millions de dollars.
Le festival est membre du RÉMI (le Regroupement des événements majeurs internationaux) ce qui fait de lui un des plus grands événements du Québec.
Faits significatifs permettant de confirmer l'impact économique du festival, les visiteurs de 2009 provenaient de la région de la Montérégie à 37 % ; la majorité provenant d'une autre région du Québec à 46 % ; 10 % venaient du reste du Canada et 7 % des visiteurs étaient originaires des États-Unis.